# Granåsens naturreservat
Granåsens naturreservat är ett naturreservat i Håbo kommun i Uppsala län.
Området är naturskyddat sedan 2007 och är 32 hektar stort. Reservatet omfattar en stor del av rullstensåsen Granåsen som är en fortsättning av Uppsalaåsen. Uppe på åsens krön är landskapet öppet medan övriga delar av åsen består av skog - mest tall och gran med inslag av lövträd. Marken är täckt av blåbärsris. 50 meter nedanför åsens krön ligger Lilla Ullfjärden och där växer al, ek och hassel. Bombmurkla är en mindre vanlig svamp som kan hittas i reservatet.
På åsens sidor finns här och där tydliga fornstrandlinjer, och på åsen fanns tidigare en väderkvarn av vilken numera endast grundstenar återstår. Reservatet är samtidigt ett friluftsområde för Håbo kommun och det finns flera motionsspår som löper längs med åsen, vilket även Upplandsleden gör.
En halv km norr om Granåsen ligger Ekillaåsens naturreservat.

## Miljöbilder

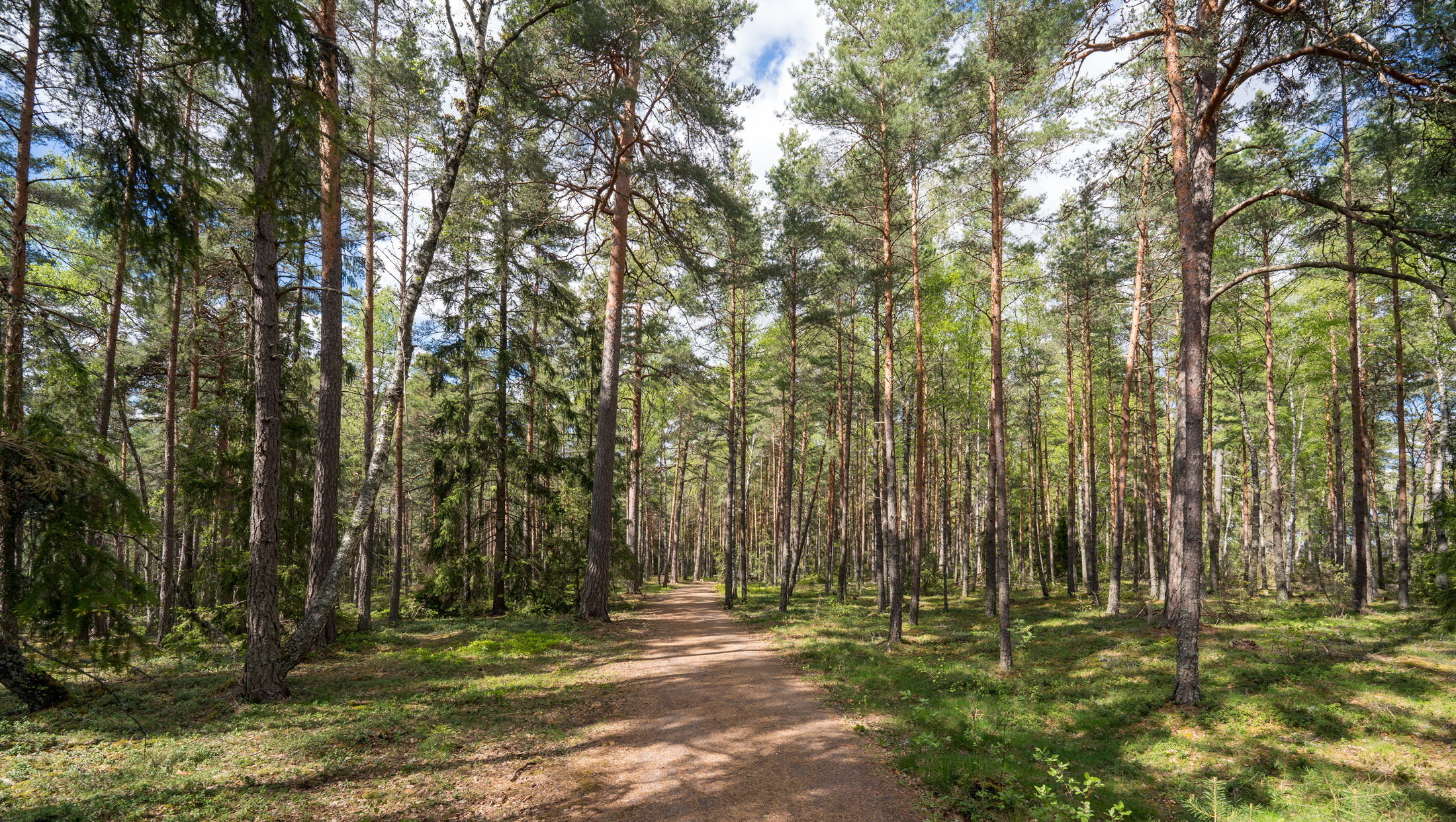
Tallstigen.
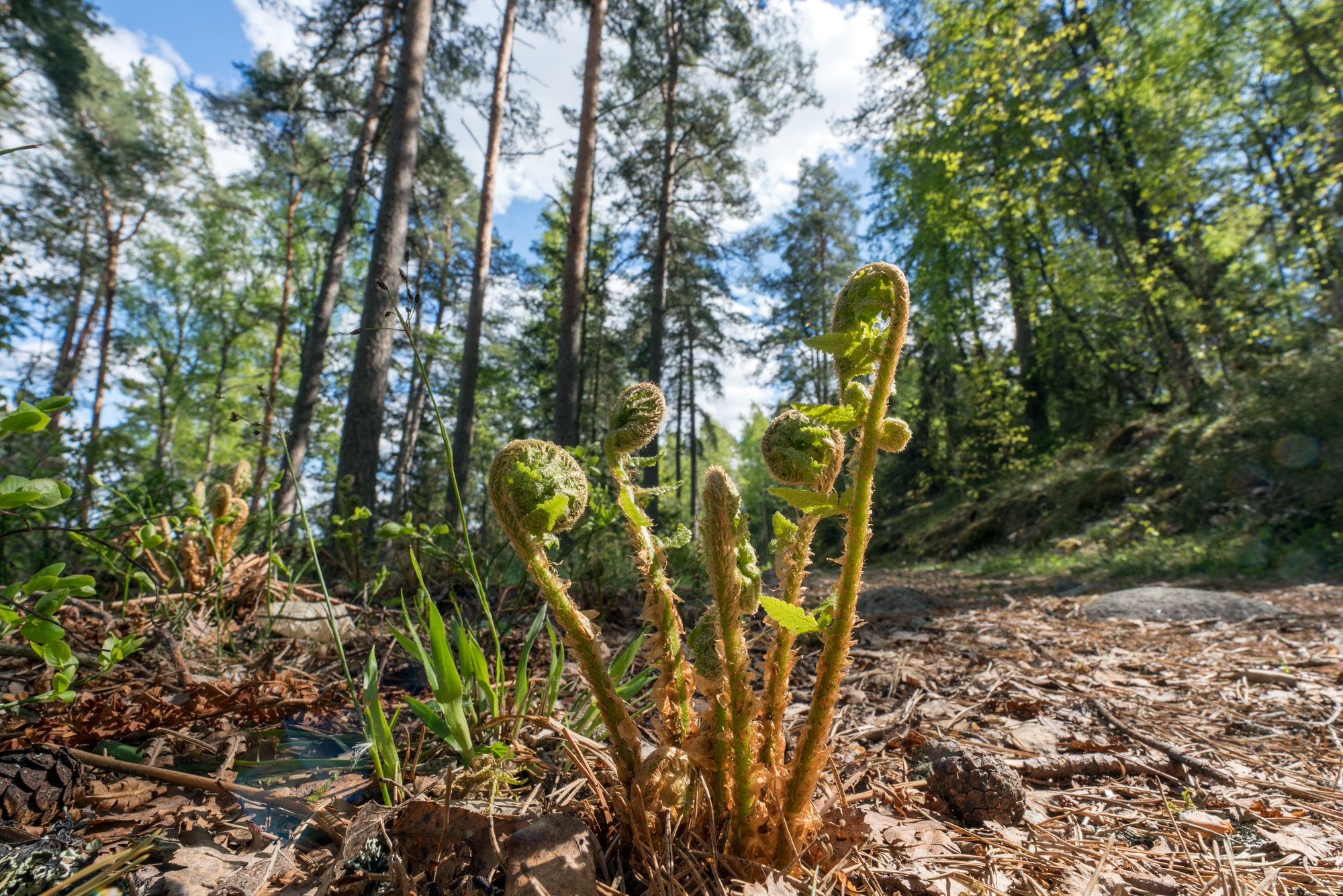
Motionsspåret Granstigen.
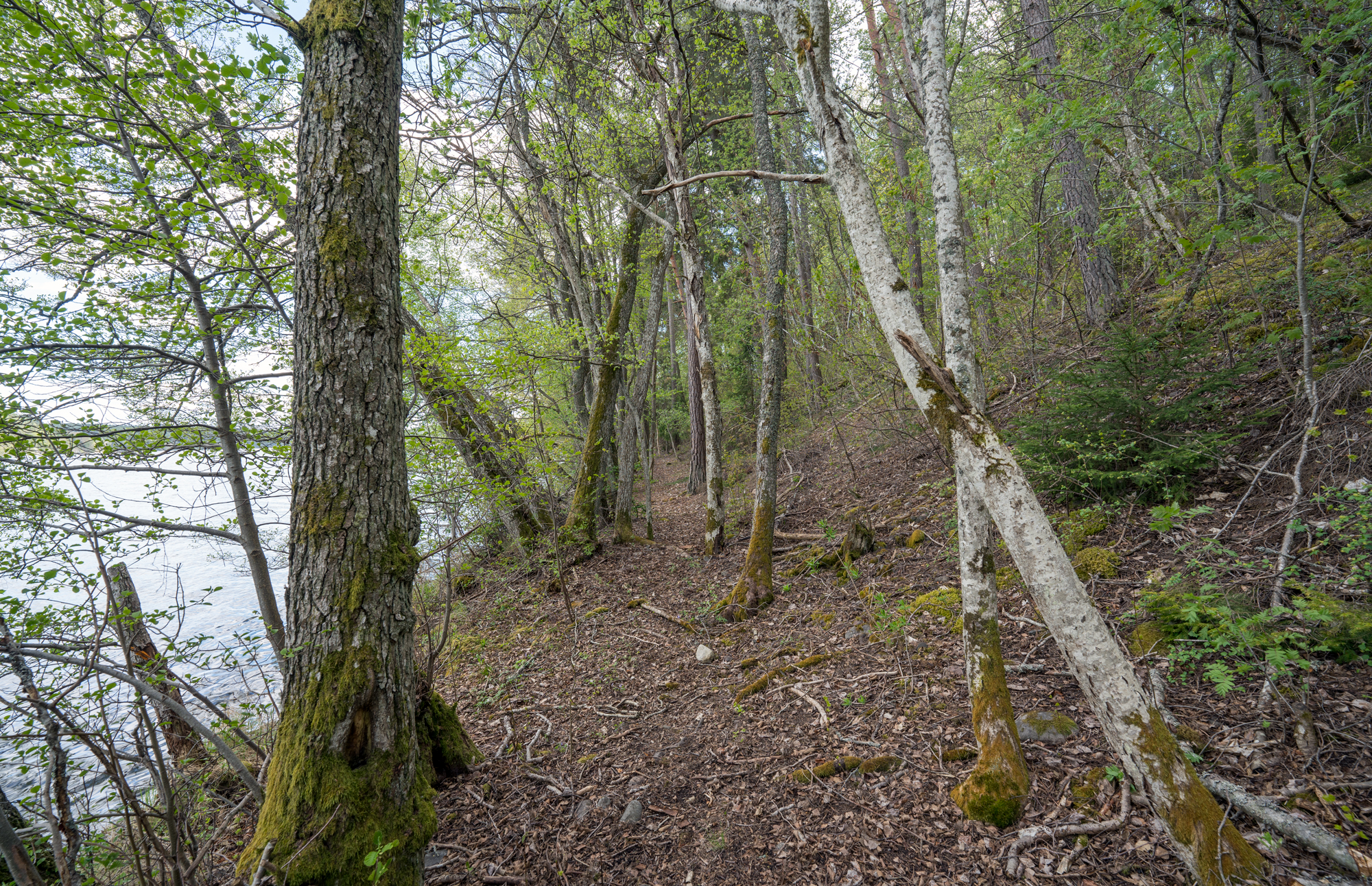
Sjöstigen går längs Lilla Ullfjärden.
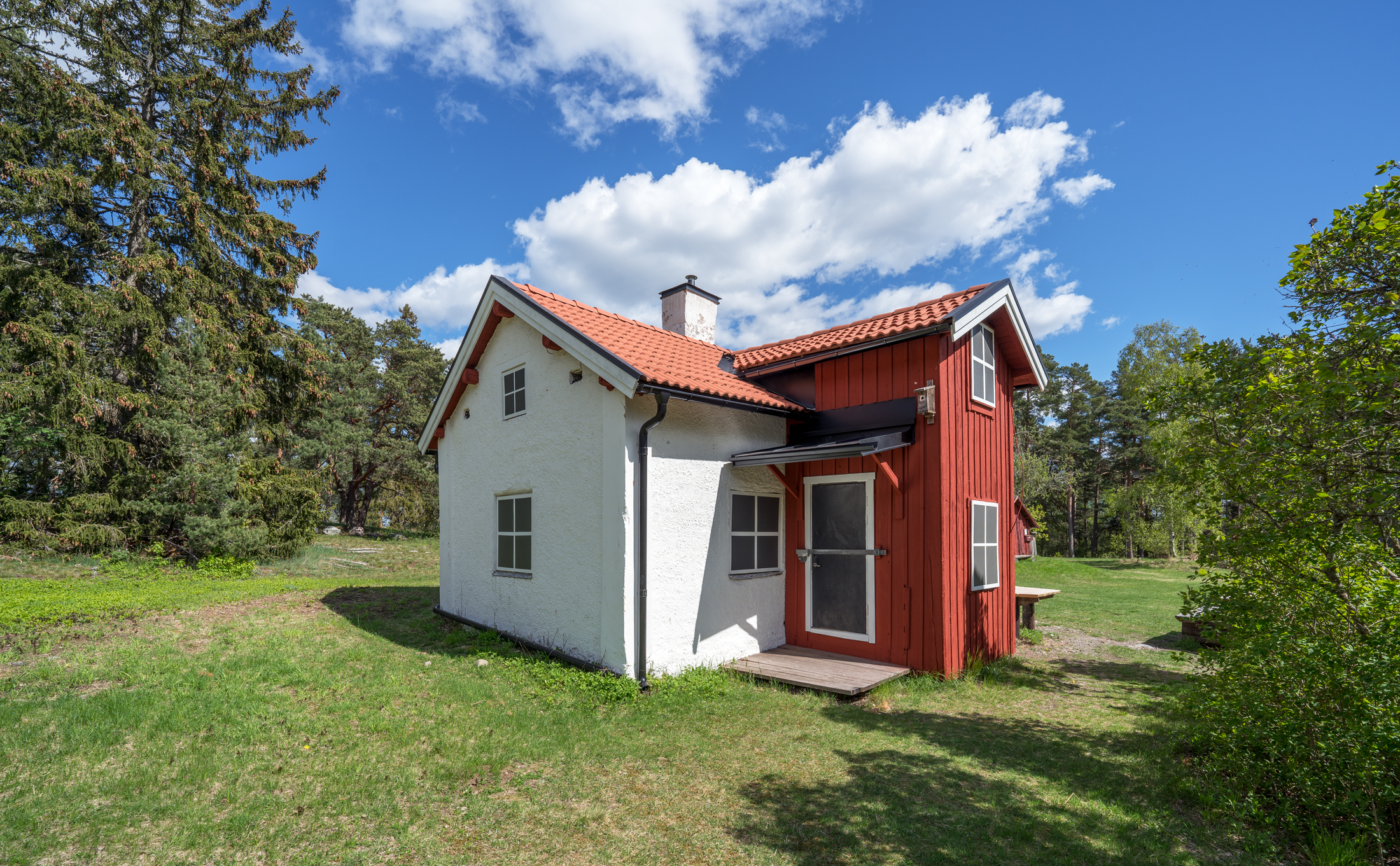
Kvarnkojan var bostad åt kvarnvaktaren och hans familj.
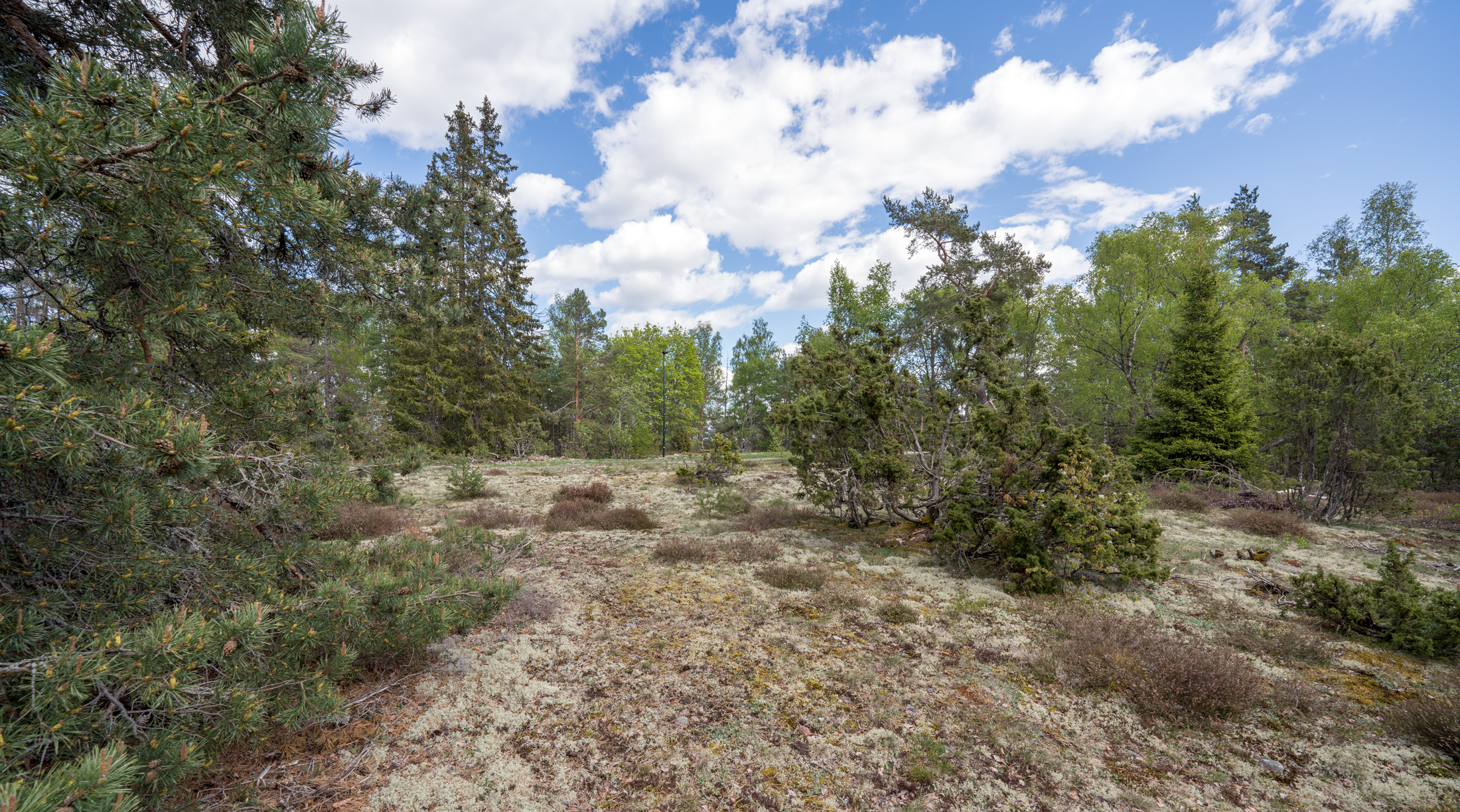
Fornstrandlinjer övervuxna av lav och buskar.